# Humbert River
Humbert River är ett vattendrag i Australien. Det ligger i territoriet Northern Territory, omkring 450 kilometer söder om territoriets huvudstad Darwin.
Trakten runt Humbert River består i huvudsak av gräsmarker. Trakten runt Humbert River är nära nog obefolkad, med mindre än två invånare per kvadratkilometer. Genomsnittlig årsnederbörd är 863 millimeter. Den regnigaste månaden är februari, med i genomsnitt 232 mm nederbörd, och den torraste är maj, med 1 mm nederbörd.